# El Papayo (Huancabamba)
El Papayo es un caserío peruano ubicado en el distrito de Lalaquiz, perteneciente a la provincia de Huancabamba del departamento de Piura, al norte del Perú. 

## Ubicación
El Papayo se ubica al noroeste de la provincia de Huancabamba, en el distrito de Lalaquiz, en el departamento de Piura.

## Demografía
En 2024 El Papayo tenía una población de 60  habitantes, según su último censo local. Cuenta con población principalmente de la tercera edad, ya que la población económicamente activa en su mayoría ha migrado a la ciudad de Piura.
| Gráfica de evolución demográfica de El Papayo entre 1993 y 2017 |
|                                                                 |
| Fuentes: Población 1993 y 2017                                  |